# Jean-Louis Pommier
Jean-Louis Pommier (* 1960) ist ein französischer Jazzmusiker (Posaune, Komposition).

## Wirken
Pommier absolvierte ein Studium der klassischen Musik am Konservatorium von Le Mans. Dann widmete er sich dem Jazz. Er machte vielfältige Erfahrungen in Bigbands: Er arbeitete zunächst in der Formation von Jean-Loup Longnon (1984), dann in La Bande à Badault (1987) und in Eddy Louiss’ Multicolor Feeling. Denis Badault holte ihn von 1991 bis 1994 in das Orchestre National de Jazz. Dann arbeitet er in Bertrand Renaudins Zoom Top Orchestra, mit dem zwei Alben entstanden, der Ornicar Big Band und dem Minotaure Jazz Orchestra von Jean-Marc Padovani. Er arbeitete auch in Claude Barthélemys Oktett (Sereine, 2000), ab 2003 in Barthélemys zweiter Phase des Orchestre National de Jazz und in Franck Tortillers Großformationen (Orchestre Sentimentale, 2008) sowie in Alban Darches Le Gros Cube (2008) und Bruno Régniers À suivre X'TET (2009).
Im Jahr 1999 gründete er seine eigene Combo Qüntê. Im Jahr 2000 war er (zusammen mit Alban Darche und Sébastien Boisseau) Mitbegründer des Musiklabels und Kollektivs Yolk in Nantes, das sich auf Jazz- und Improvisationsmusik spezialisierte  und 2019 den Victoire du Jazz als „Label des Jahres“ erhielt; die drei Musiker treten auch als Yolk Trio auf (Clover, 2020). 
Neben musikalischen Projekten nimmt Pommier an zahlreichen Unterrichtsprojekten teil. Er ist auch als Komponist hervorgetreten, der Aufträge für Radio France und das Europa Jazz Festival ausführte. Er komponiert insbesondere für seine Gruppe Qüntet und in den letzten zehn Jahren für das Trio LPT.3, das er mit François Thuillier und Christophe Lavergne betreibt, und das Brass Dance Orchestra (La Danse du souffle).